# Driehoekscentrum
Zoals het middelpunt een bijzonder punt is in een cirkel en een vierkant, zo is een driehoekscentrum of merkwaardig punt van een driehoek een punt in een driehoek met een bijzondere meetkundige eigenschap. Voorbeelden van driehoekscentra zijn het hoogtepunt, het zwaartepunt en de middelpunten van de omgeschreven cirkel en de ingeschreven cirkel. Naast deze punten, die al in de oudheid bekend waren, zijn er inmiddels meer dan 10.000 driehoekscentra bekend. De driehoekscentra zijn alleen afhankelijk van de hoekpunten van de driehoek en invariant onder coördinatentransformaties. Dat betekent dat de driehoeksgebonden coördinaten van een driehoekscentrum aan speciale voorwaarden voldoen.

## Definitie
Een driehoekscentrum van een driehoek met zijden met lengtes {\displaystyle a,\,b} en {\displaystyle c} is een punt waarvan de barycentrische coördinaten, dan wel de  trilineaire coördinaten, zijn te schrijven als {\displaystyle f(a,b,c):f(b,c,a):f(c,a,b)}, met {\displaystyle f} een functie die voldoet aan:
- {\displaystyle f\not \equiv 0}
- {\displaystyle f(x,y,z)=f(x,z,y)}
- {\displaystyle \exists r\in \mathbb {R} \ \forall \lambda >0:f(\lambda x,\lambda y,\lambda z)=\lambda ^{r}f(x,y,z)}.

Overigens bepaalt elke functie met bovengenoemde eigenschappen een driehoekscentrum, zij het dat verschillende van dergelijke functies hetzelfde driehoekscentrum kunnen bepalen.
Vaak wordt van een driehoekscentrum slechts de eerste van de trilineaire of barycentrische coördinaten gegeven. Dit is voldoende, omdat uit de definitie volgt dat de andere twee coördinaten door cyclische verwisseling van de zijden {\displaystyle a,\,b} en {\displaystyle c} kunnen worden bepaald.
Niet alle bijzondere punten in een driehoek zijn driehoekscentra, de punten van Brocard voldoen bijvoorbeeld niet. De functies die de coördinaten van deze punten beschrijven voldoen niet aan de eerste eis.

## Kimberlingnummer
Deze beschrijving gaat terug tot Oene Bottema, maar Bottema was niet tevreden met deze beschrijving, omdat die inhoudt dat wanneer twee punten merkwaardig zijn, alle punten op hun verbindingslijn dat ook zijn. Clark Kimberling, een Amerikaans wiskundige, voerde de definitie toch in, en gebruikte hem om uiteindelijk een encyclopedie van driehoekscentra, de online te raadplegen Encyclopedia of Triangle Centers, aan te leggen. Hij heeft daarin alle driehoekscentra een nummer gegeven en deze in een lijst met kimberlingnummers opgesteld. Hij heeft daarin breed navolging gevonden.

## Voorbeelden
- De drie eerste driehoekscentra van een driehoek: het middelpunt van de omgeschreven cirkel, het zwaartepunt en het hoogtepunt liggen op één lijn, op de rechte van Euler.
- Het middelpunt van de ingeschreven cirkel, in de encyclopedie aangeduid met {\displaystyle X(1)}, heeft trilineaire coördinaten {\displaystyle 1:1:1} en barycentrische coördinaten {\displaystyle a:b:c}. Voor de trilineaire coördinaten geldt: {\displaystyle f\equiv 1} en voor de  barycentrische {\displaystyle (x,y,z)=x}.
- Het zwaartepunt, aangeduid met {\displaystyle X(2)}, heeft trilineaire coördinaten {\displaystyle 1/a:1/b:1/c\ =bc:ac:ab} en barycentrische coördinaten {\displaystyle 1:1:1}. Voor de trilineaire coördinaten geldt: {\displaystyle f(x,y,z)=1/x} of equivalent {\displaystyle f(x,y,z)=yz} en voor de barycentrische coördinaten {\displaystyle f\equiv 1}.